# Зонгулдак (вилајет)
Вилајет Зонгулдак (тур. Zonguldak ili) је вилајет у Турској смештен на северу државе. Са популацијом од 619.703 становника. Административни центар вилајета је град Зонгулдак. Вилајет, географски као и економски, је део региона Црно море.